# Go Home - A casa loro
Go Home - A casa loro è un film del 2018 diretto da Luna Gualano e scritto da Emiliano Rubbi.

## Trama
Un gruppo di manifestanti di estrema destra protesta contro l'apertura di un centro d'accoglienza. Durante la manifestazione scoppia una rissa che coinvolge il gruppo di estrema destra e altre persone che invece manifestavano a favore del centro d'accoglienza. Improvvisamente degli zombie attaccano la folla ed Enrico, un ragazzo legato ai militanti di destra, trova rifugio proprio nel centro d'accoglienza contro il quale stava manifestando poco prima.
Il giovane nasconde le proprie convinzioni politiche e inizia a intrecciare una serie di rapporti umani (spesso complicati) con i migranti ospitati nel centro, in particolare con il piccolo Alì. Con il passare del tempo iniziano a scarseggiare cibo e medicinali, vista l'impossibilità dei sopravvissuti di uscire al di fuori della struttura, ormai assediata dagli zombie. Nel frattempo Enrico inizia a dubitare della fondatezza delle proprie idee.
In seguito, due infettati che erano nel centro si trasformano dando il via ad una serie di eventi nella quale solo Enrico, Alì ed Ibrahim (un altro rifugiato del centro)
rimaranno in vita. Mentre tentano di fuggire Ibrahim viene morso dagli zombie. Enrico ed Alì fuggono raggiungendo una porta, il primo per salvarsi lancia il piccolo Alì agli zombie, che lo sbranano. Enrico esce dal centro ma proprio sull'uscio della porta viene ucciso da Ibrahim, che, pieno di ferite e morsi degli zombie lo colpisce, forse per vendicare la morte di Alì. La scena finale mostra Ibrahim con il pallone da calcio di Alì sedersi per terra accanto al corpo di Enrico ad aspettare la sua morte o la trasformazione in zombie.

## Produzione
Lo sceneggiatore del film Emiliano Rubbi ha dichiarato di essere stato spinto a iniziare la scrittura di Go Home - A casa loro dopo un episodio di cronaca svoltosi a Fermo, in cui un ultrà di destra aveva colpito a morte un ragazzo di colore; parlando del fatto con la regista Luna Gualano ha pensato che quel tipo di odio immotivato potesse ricordare in qualche maniera la furia cieca e insensata degli zombie.
Il film è totalmente autoprodotto tramite piccole donazioni e raccolte di fondi tramite crowdfunding ed è stato girato a Roma nei centri sociali "Strike" e "Intifada". Vede inoltre la collaborazione di vari artisti tra i quali Zerocalcare (autore della locandina), Piotta e Il Muro del Canto (entrambi presenti nella colonna sonora).

## Riconoscimenti
- 2018 - Festa del Cinema di Roma[4][5]
  - Premio Panorama Italia di Alice nella città[6]

- 2018 - Fantafestival
  - Premio Mario Bava[7]